# Bedford HA
Bedford HA a fost o serie de vehicule comerciale produsă de Bedford Vehicles din 1964 până în 1983. Aproximativ 188.000 de unități ale vehiculului au fost vândute în întreaga lume și, la fel ca predecesorul său, a fost foarte populară.

## Istoric
Bedford HA a fost extrem de popular în rândul companiilor de utilități din Regatul Unit, în special la Poștă Regală (Royal Mail), Căile Ferate Britanice (British Rail), Autoritatea de Electricitate Britanică (British Electricity Authority), Telecomunicațiile Britanice (British Telecom) și Gazul Britanic (British Gas). Multe alte firme precum British European Airways și serviciile Meals on Wheels au avut și flote mari. A fost inspirația pentru duba originală a lui Postman Pat. Acesta a fost inițial disponibil în modele cu 6 cwt și cu greutate mai mare cu 8 cwt (sarcini utile de 670 sau 900 lb; 300 sau 410 kg), cu codurile de șasiu HAE și respectiv HAV. 
Greutatea brută a vehiculului a fost de 2.400 și, respectiv, 2.615 lb (1.090 și 1.185 kg). Modelul 8 cwt avea o punte spate mai grea, anvelope mai mari și o a șasea foaie la arcurile din spate. Modelul de 8 cwt a fost în general mai bine echipat, oferind o serie de piese de finisare cromate (bare de protecție, oglinzi etc.) și accesorii interioare ușor mai fine. Până în 1971, modelul 6 cwt fusese încă degradat și acum venea doar cu scaunul șoferului ca standard. Opțional era disponibil un scaun spate rabatabil.
La sfârșitul anilor șaptezeci, denumirile au fost schimbate în HA110 și, respectiv, în HA130, cu sarcini utile de 371 și 546 kg (818 și 1.204 lb). În septembrie 1964, pentru anul modelului 1965, Viva și HA Van au primit modificări minore, cum ar fi un raft de direcție mai rapid, o garnitură nouă a ușii și un control modificat al sufocării. În Australia, Bedford HA a fost vândut ca „Bedford Handi-Van” din 1964 până în 1970.